# Winburg
Winburg (anciennement Wenburg, ce qui signifie « ville de la victoire » en afrikaans) est une petite ville d'Afrique du Sud, située dans la province de l'État-Libre (État libre d'Orange). Elle fut également une des premières mais aussi éphémères républiques boers du XIXe siècle. Elle est située sur l'autoroute N1 reliant Johannesburg au Cap. Elle compte près de 12 000 habitants. 

## Historique
La ville fut fondée le 16 octobre 1836 entre les fleuves Vaal et Rivers par Andries Pretorius et Hendrik Potgieter. Elle est la première ville fondée dans l'État libre d'Orange par les Voortrekkers. Elle fut le siège du premier micro état boer avant d'être annexé en 1848 par les autorités britanniques de la colonie du Cap puis de rejoindre finalement l'État libre d'Orange en 1852. 
Winburg est le lieu où est situé le second Voortrekker Monument du pays après celui de Pretoria. Il fut édifié près de la maison où était né le président Marthinus Theunis Steyn.
Winburg fut aussi choisi comme site du parlement de l'État libre d'Orange. Durant la seconde guerre des Boers, il fut aussi le site d'un camp de concentration où furent enfermés des femmes et enfants boers qui y moururent par milliers, de malnutrition et de dysenteries. 
Le nom du township noir de la ville est Mackeleketla.

## Personnalités locales
- Charles Swart, député de Winburg à la chambre de l'assemblée du parlement sud-africain de 1941 à 1960 et premier président de l’État de la république d'Afrique du Sud (1961-1967).

## Films tournés à Winburg
- Die professor en die Prikkelpop (1967)

## Galerie

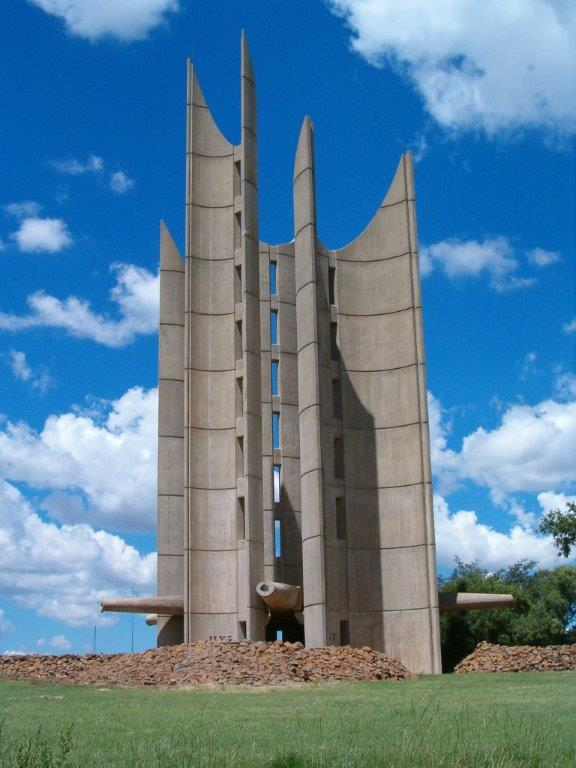
Monument aux Voortrekkers
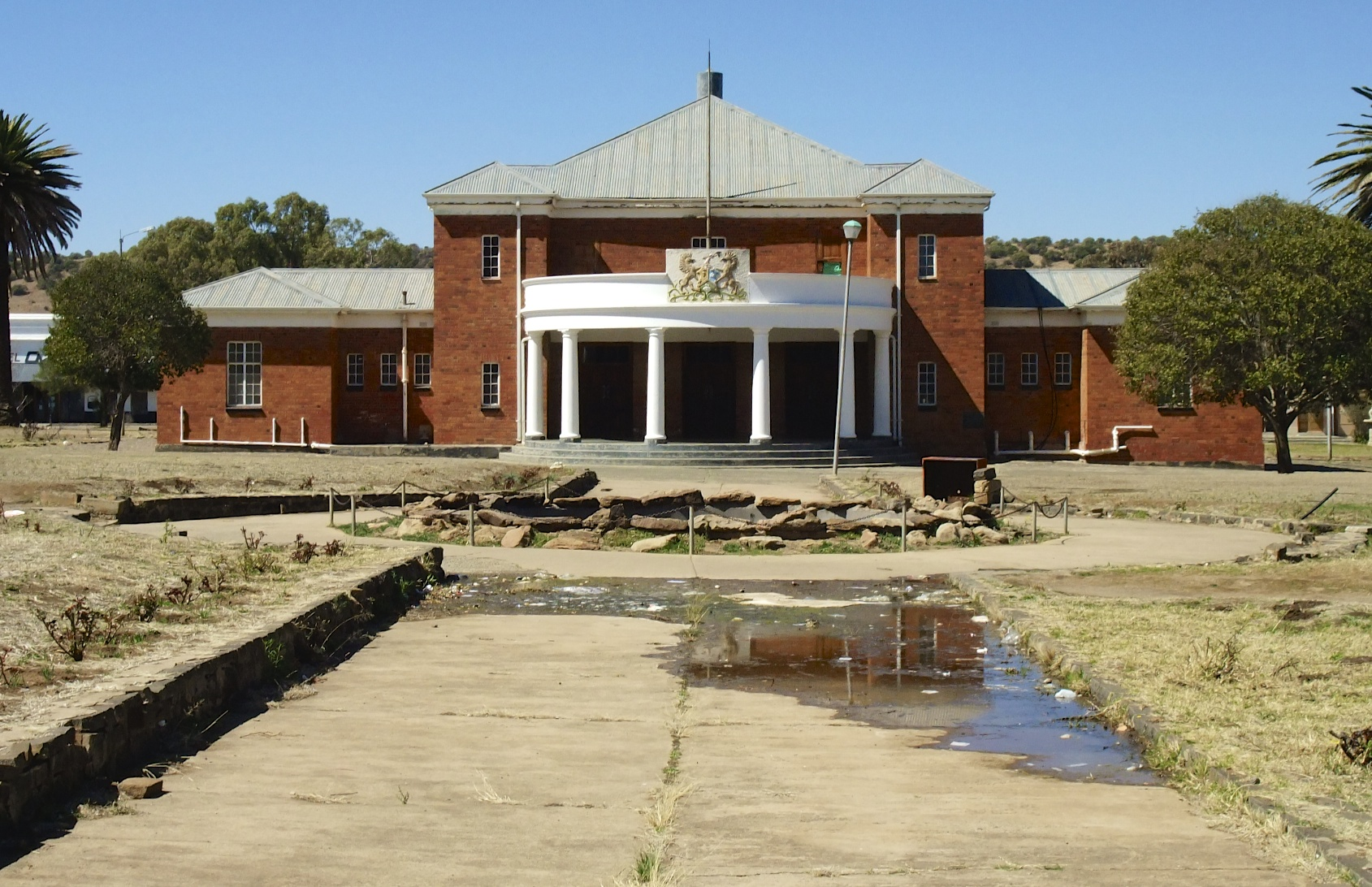
Hôtel de ville (1938) situé sur Andries Pretorius square
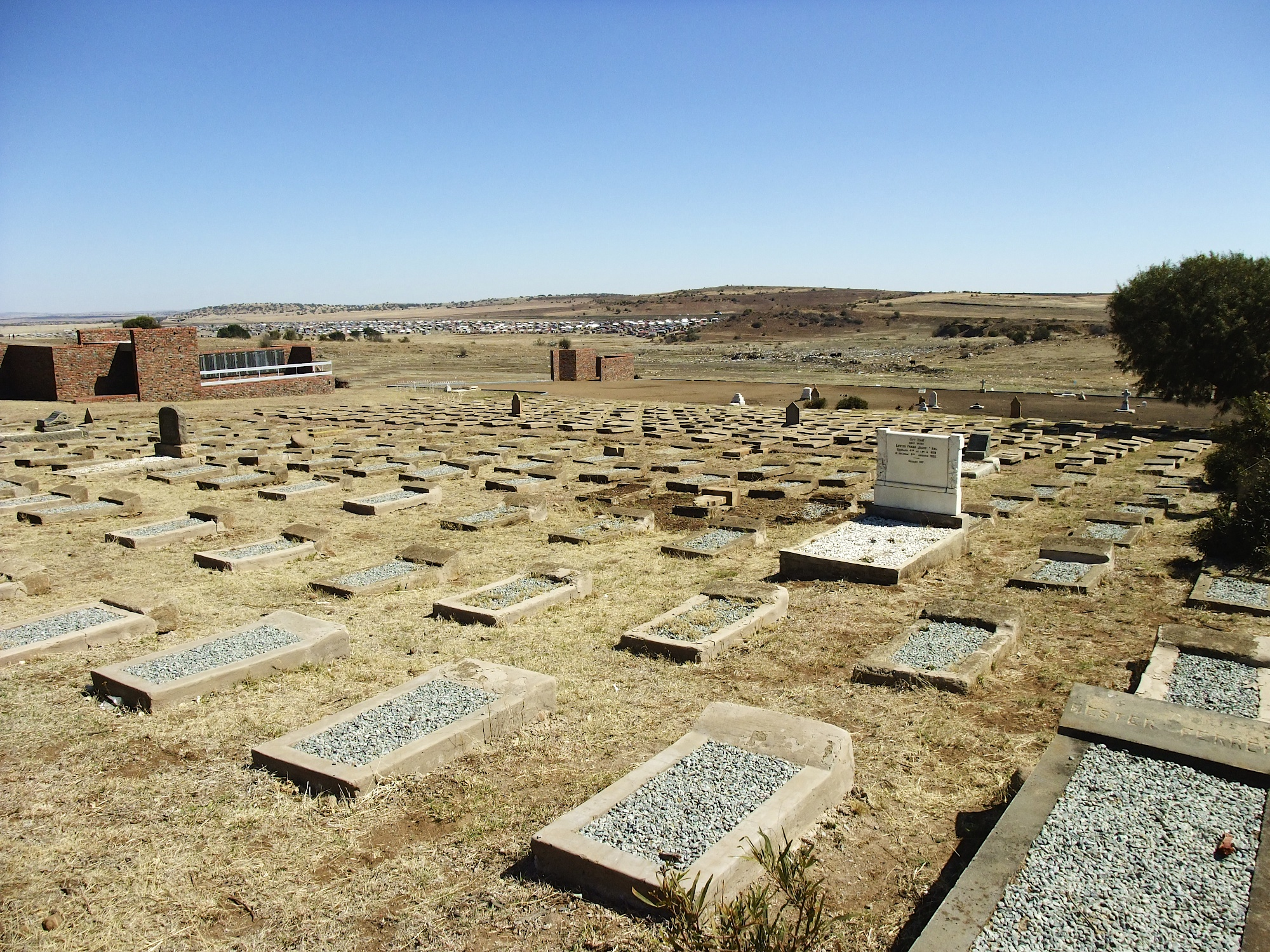
Cimetière du camp de concentration britannique de Winburg